# Maria
Mariaⓘ (hebr. ‏מִרְיָם‎ = Miriam) – imię żeńskie o niepewnej etymologii, pochodzące od zgrecyzowanego hebrajskiego Miriam, Mariam, etymologicznie łączącego się z akadyjskim mariām („napawa radością”).

## Etymologia
Istnieje wiele hipotez na temat pochodzenia imienia Maria, m.in. od mara, które oznacza „być pięknym”, stąd objaśnianie tego imienia jako „piękna”; inną hipotezą jest pochodzenie imienia od egipskiego meri–jam, co tłumaczy się jako „ukochana przez Jahwe, ukochana przez Boga” albo „miłująca Boga”, lub również od egipskiego Mrjt – „ukochana”. Imię to bywa także tłumaczone jako „Pani” albo jako pochodzące od czasownika rawah, oznaczającego „poić” – samo imię oznaczałoby wówczas „napawająca radością, przyczyna naszej radości”. Inne objaśnienia to „bunt” lub „gorycz, smutek”. Pierwotną, hebrajską formą tego imienia jest Miriam, która bywa nadawana również w Polsce równolegle do imienia Maria.
Według statystyk z 2024 roku Maria to trzecie co do popularności imię żeńskie w Polsce, noszone przez 585 573 osoby. Wśród imion nadawanych nowo narodzonym dzieciom, w 2009 roku Maria zajmowała 21. miejsce spośród żeńskich.
Maria jest biblijnym imieniem matki Jezusa Chrystusa. Aż do XIX wieku w Polsce dzieciom nie nadawano raczej tego imienia, było ono bowiem zarezerwowane właśnie dla Matki Boskiej. Zamiast tego dziewczynki nazywano imieniem Marianna lub Maryna. Wyłącznie w odniesieniu do matki Chrystusa we współczesnej polszczyźnie używana jest często oboczna, archaiczna forma imienia – Maryja. Inne powstałe formy Marii to: Mariola, Maryla, Marita, Marzena, Marlena (przez połączenie Marii i Magdaleny) i Marietta (francuskie zdrobnienie).
Imię to nadawane bywa także mężczyznom jako drugie, np. Maksymilian Maria Kolbe, Bronisław Maria Komorowski, Jean-Marie Le Pen, Ryszard Maria Sygitowicz. Imię Maria dodają do swoich imion zakonnych bracia, kapłani i siostry z Kościoła Starokatolickiego Mariawitów i Kościoła Katolickiego Mariawitów.
Zagraniczne formy: ang. Mary, arab. ‏مريم‎, aram. ‏ܡܪܝܡ‎, gr. Μαρία, hebr. ‏מִרְיָם‎, ros. Мария, serb. Марија itp.

## Imieniny
Maria imieniny obchodzi sześćdziesiąt dwa razy w roku: 1 stycznia, 23 stycznia, 28 stycznia, 2 lutego, 11 lutego, 25 marca, 2 kwietnia, 5 kwietnia, 7 kwietnia, 9 kwietnia, 14 kwietnia, 18 kwietnia, 23 kwietnia, 26 kwietnia, 28 kwietnia, 30 kwietnia, 3 maja, 13 maja, 14 maja, 24 maja, 28 maja, 29 maja, 31 maja, 2 czerwca, 6 czerwca, 8 czerwca, 27 czerwca, 5 lipca, 6 lipca, 16 lipca, 22 lipca, 29 lipca, 2 sierpnia, 4 sierpnia, 5 sierpnia, 6 sierpnia, 15 sierpnia, 20 sierpnia, 22 sierpnia, 26 sierpnia, 4 września, 8 września, 12 września, 13 września, 15 września, 19 września, 24 września, 3 października, 7 października, 10 października, 11 października, 20 października, 1 listopada, 16 listopada, 20 listopada, 21 listopada, 25 listopada, 8 grudnia, 10 grudnia, 15 grudnia, 16 grudnia i 25 grudnia.

## Znane osoby noszące imię Maria

### Święte i błogosławione
- Maryja – święta katolicka i prawosławna, matka Jezusa
- Maria Magdalena
- Maria z Betanii – siostra Marty i Łazarza
- św. Maria Egipcjanka (IV/V w.) – pustelnica
- św. Maria Magdalena de’ Pazzi (1566–1607) – włoska karmelitanka
- św. Maria od Wcielenia Guyart-Martin (1599–1672) – francuska urszulanka, misjonarka
- św. Maria Anna od Jezusa z Paredes (1618–1645) – ekwadorska tercjarka
- św. Maria Krescencja Höss (1682–1744) – niemiecka zakonnica
- św. Maria Franciszka od Pięciu Ran Jezusa (1715–1791) – włoska tercjarka franciszkańska, mistyczka
- św. Maria Magdalena Postel (1756–1846) – francuska zakonnica, założycielka Zgromadzenia Ubogich Córek Miłosierdzia
- św. Maria Pak K’ŭn-agi (1786–1839) – męczennica koreańska
- św. Maria Yi Yŏn-hŭi (1804–1839) – męczennica koreańska
- św. Maria De Mattias (1805–1866) – założycielka Zgromadzenia Sióstr Adoratorek Krwi Chrystusa
- św. Maria od Krzyża di Rosa (1813–1855) – włoska zakonnica, założycielka Służebnic Miłosierdzia
- św. Maria Eugenia od Jezusa Milleret (1817–1898) – francuska zakonnica, założycielka Sióstr od Wniebowzięcia NMP
- św. Maria Wŏn Kwi-im (1819–1839) – męczennica koreańska
- św. Maria Yi In-dŏk (1819–1840) – męczennica koreańska
- św. Maria Zelia Martin (1831–1877) – matka św. Teresy z Lisieux
- św. Maria Guo Li (1835–1900) – męczennica chińska
- św. Maria An Guo (1836–1900) – męczennica chińska
- św. Maria Dominika Mazzarello (1837–1881) – współzałożycielka salezjanek
- św. Maria Zhao Guo (1840–1900) – męczennica chińska
- św. Maria od Krzyża MacKillop (1842–1909) – australijska zakonnica, założycielka józefitek
- św. Maria Salles (1848–1911) – hiszpańska zakonnica, założycielka Zgromadzenia Sióstr Niepokalanego Poczęcia od św. Dominika
- św. Maria Bernarda Bütler (1848–1924) – szwajcarska zakonnica, misjonarka, założycielka Franciszkanek Misjonarek Maryi Wspomożycielki
- św. Maria Du Zhao (1849–1900) – męczennica chińska
- św. Maria Zhu Wu (1850–1900) – męczennica chińska
- św. Maria Wang Li (1851–1900) – męczennica chińska
- św. Maria Du Tian (1858–1900) – męczennica chińska
- św. Maria Franciszka Kozłowska (1862–1921) – założycielka mariawityzmu
- św. Maria Fu Guilin (1863–1900) – męczennica chińska
- św. Maria od Bożego Narodzenia (1864–1900) – francuska misjonarka, męczennica
- św. Maria Adolfina (1866–1900) – holenderska misjonarka, męczennica
- św. Maria od św. Justyna (1866–1900) – francuska misjonarka, męczennica
- św. Maria Hermina od Jezusa (1866–1900) – francuska misjonarka, męczennica
- św. Maria od Jezusa Sakramentalnego (Maria Venegas de la Torre) (1868–1959)
- św. Maria Elżbieta Hesselblad (1870–1957) – szwedzka zakonnica, założycielka Zakonu Najświętszego Zbawiciela Świętej Brygidy
- św. Maria An Linghua (1871–1900) – męczennica chińska
- św. Maria Klara (1872–1900) – włoska misjonarka, męczennica
- św. Maria Amandyna (1872–1900) – belgijska misjonarka, męczennica
- św. Maria od Pokoju (1875–1900) – włoska misjonarka, męczennica
- św. Maria Zhao (1883–1900) – męczennica chińska
- św. Maria Fan Kun (1884–1900) – męczennica chińska
- św. Maria Qi Yu (1885–1900) – męczennica chińska
- św. Maria Zheng Xu (1889–1900) – męczennica chińska
- św. Maria Goretti (1890–1902) – męczennica włoska
- św. Maria Maravillas od Jezusa (1891–1974) – hiszpańska karmelitanka
- bł. Maria Aniela Astorch (1592–1665) – hiszpańska klaryska kapucynka, mistyczka
- bł. Maria Vaz (zm. 1627) – japońska tercjarka franciszkańska, męczennica
- bł. Maria Poussepin (1653–1744) – francuska zakonnica, założycielka dominikanek Miłosierdzia
- bł. Maria od Ducha Świętego Roussel (1742–1794) – francuska karmelitanka, męczennica
- bł. Maria Henryka od Opatrzności Bożej Petras (1760–1794) – francuska karmelitanka, męczennica
- bł. Maria Magdalena od Wcielenia (1770–1824) – włoska zakonnica, założycielka Adoratorek Najświętszego Sakramentu
- bł. Maria Rafols (1781–1853) – hiszpańska zakonnica, założycielka Sióstr Miłosierdzia św. Anny
- bł. Maria Teresa Haze (1782–1876) – belgijska zakonnica, założycielka Zgromadzenia Sióstr od Krzyża
- bł. Maria Teresa od Jezusa Gerhardinger (1797–1879) – niemiecka zakonnica, założycielka Zgromadzenia Sióstr Szkolnych de Notre Dame
- bł. Maria Repetto (1807–1890) – włoska zakonnica
- bł. Maria Róża Durocher (1811–1849) – kanadyjska zakonnica, założycielka Zgromadzenia Sióstr Świętych Imion Jezusa i Maryi
- bł. Maria Katarzyna Troiani (1813–1887) – włoska zakonnica, założycielka franciszkanek Misjonarek Niepokalanego Serca Mary
- bł. Maria Merkert (1817–1872) – niemiecka zakonnica, założycielka elżbietanek
- bł. Maria Barbara Maix (1818–1873) – założycielka Sióstr Niepokalanego Serca Maryi
- bł. Maria del Transito od Jezusa Sakramentalnego (1821–1885) – założycielka Tercjarek Misjonarek Franciszkanek Argentyńskich
- bł. Maria Angela Truszkowska (1825–1899) – polska zakonnica, założycielka felicjanek
- bł. Maria Róża Flesch (1826–1908) – niemiecka zakonnica, założycielka franciszkanek misjonarek Matki Bożej Anielskiej
- bł. Maria Fortunata Viti (1827–1922) – włoska benedyktynka, mistyczka
- bł. Maria od Apostołów Wüllenweber (1833–1907) – niemiecka zakonnica, współzałożycielka salwatorianek
- bł. Maria Anna Barbara Cope (1838–1919) – amerykańska zakonnica
- bł. Maria od Męki Pańskiej de Chappotin (1839–1904) – francuska zakonnica, założycielka Franciszkanek Misjonarek Maryi
- bł. Maria od Jezusa Deluil-Martiny (1841–1884) – francuska zakonnica, założycielka Sióstr Najświętszego Serca Jezusa
- bł. Maria od Najświętszego Serca Jezusa (1844–1910) – włoska zakonnica, założycielka Sióstr Najświętszego Serca Pana Jezusa z Ragusy
- bł. Maria Magdalena od Męki Pańskiej (1845–1921) – włoska zakonnica, założycielka Sióstr Współczujących Służebnic Maryi
- bł. Maria Stollenwerk (1852–1900) – niemiecka werbistka
- bł. Maria Franciszka Kozłowska (1862–1921) – założycielka mariawityzmu
- bł. Maria Dominika Mantovani (1862–1934) – włoska zakonnica, współzałożycielka Zgromadzenia Małych Sióstr Świętej Rodziny
- bł. Maria Ledóchowska (1863–1922) – założycielka Misjonarek św. Piotra Klawera
- bł. Maria Karłowska (1865–1935) – polska zakonnica, założycielka pasterek
- bł. Maria Alvarado Cardozo (1875–1967) – wenezuelska zakonnica, założycielka augustianek Najświętszego Serca Jezusa
- bł. Maria od Ukrzyżowania Curcio (1877–1957) – włoska zakonnica, założycielka karmelitanek misjonarek św. Teresy od Dzieciątka Jezus
- bł. Maria Assunta Pallota (1878–1905) – włoska misjonarka
- bł. Maria Marta od Jezusa (1879–1942) – polska niepokalanka, męczennica
- bł. Maria Antonina Kratochwil (1881–1942) – polska zakonnica ze Zgromadzenia Sióstr Szkolnych de Notre Dame, męczennica
- bł. Maria Beltrame Quattrocchi (1884–1965) – włoska członkini Akcji Katolickiej, jako pierwsza w historii wyniesiona na ołtarze wspólnie z małżonkiem
- bł. Maria Ewa od Opatrzności Noiszewska (1885–1942) – polska niepokalanka, męczennica
- bł. Maria Stella od Najświętszego Sakramentu (1888–1943) – nazaretanka, męczennica
- bł. Maria Klemensa Staszewska (1890–1943) – polska urszulanka, męczennica
- bł. Maria Rajmunda od Jezusa i Maryi (1892–1943) – nazaretanka, męczennica
- bł. Maria od Jezusa Ukrzyżowanego Petković (1892–1966) – założycielka Córek Miłosierdzia
- bł. Maria Imelda od Jezusa Hostii (1892–1943) – polska nazaretanka, męczennica
- bł. Maria Daniela od Jezusa i Maryi Niepokalanej (1895–1943) – polska nazaretanka, męczennica
- bł. Maria Kanuta od Pana Jezusa w Ogrójcu Chrobot (1896–1943) – polska nazaretanka, męczennica
- bł. Maria Gwidona od Miłosierdzia Bożego Cierpka (1900–1943) – polska nazaretanka, męczennica
- bł. Maria Sergia od Matki Bożej Bolesnej (1900–1943) – polska nazaretanka, męczennica
- bł. Maria Teresa od Dzieciątka Jezus (1902–1941) – polska klaryska kapucynka, męczennica
- bł. Maria Kanizja Mackiewicz (1903–1943) – polska nazaretanka, męczennica
- bł. Maria Felicyta Borowik (1905–1943) – polska nazaretanka, męczennica
- bł. Maria Heliodora Matuszewska (1906–1943) – polska nazaretanka, męczennica
- bł. Maria Gabriella Sagheddu (1914–1939) – włoska trapistka
- bł. Maria Boromea Narmontowicz (1916–1943) – polska nazaretanka, męczennica
- bł. Maria Phon (1926–1940) – tajska męczennica

### Władczynie i członkinie rodów panujących
- Maria Andegaweńska – królowa Węgier
- Maria Antonina Austriaczka – królowa Francji
- Maria bytomska – księżniczka bytomska, żona Karola Roberta
- Maria Habsburżanka – królowa Czech i Węgier, żona króla Ludwika II Jagiellończyka
- Maria Kazimiera d’Arquien – królowa Polski, żona Jana Sobieskiego
- Maria mazowiecka – księżniczka mazowiecka
- Maria Medycejska – królowa Francji
- Maria Nikołajewna Romanowa – córka ostatniego cara Rosji Mikołaja II
- Maria Teresa Oliwia Hochberg von Pless – księżna pszczyńska, żona Hansa Heiricha XV
- Mlada Maria – czeska księżniczka, zakonnica
- Maria I Tudor – królowa Anglii
- Maria I Stuart – królowa Szkocji
- Maria Teck – królowa Wielkiej Brytanii i cesarzowa Indii w latach 1910–1936

### Inne osoby o imieniu Maria
- Miriam – siostra Mojżesza i Aarona
- Maria z Francji – średniowieczna pisarka i poetka z drugiej połowy XII wieku
- Maria Antonina Rodowicz – piosenkarka znana jako Maryla Rodowicz
- Maria Arnoldowa – polska bibliotekarka
- Maria Bartczak – polska dziennikarka
- Maria Bączek – polska judoczka
- Maria Boleyn – angielska dama, kochanka króla Henryka VIII. Siostra jego drugiej żony, Anny Boleyn.
- Maria Boniecka – prozaiczka, publicystka i felietonistka
- Maria Callas – śpiewaczka
- Maria Czapska – historyczka literatury, eseistka
- Maria Dąbrowska – pisarka
- Maria Dembowska – polska bibliotekarka i bibliografka
- Maria Dębska – aktorka
- Maria Dulęba – aktorka
- Maria Hrabowska – prof. nauk medycznych, patomorfolog, harcmistrzyni, przewodnicząca ZHP
- Maria Kaczyńska – żona prezydenta Lecha Kaczyńskiego
- Maria Kann – pisarka
- Maria Kirilenko – rosyjska tenisistka
- Maria Konopnicka – pisarka
- Maria Kornatowska – krytyczka filmowa
- Maria Kowalska – aktorka
- Maria Kownacka – pisarka
- Maria Krüger – pisarka, dziennikarka
- Maria Kuncewiczowa – pisarka
- Maria Liktoras – siatkarka
- Maria Niklińska – polska aktorka
- Maria Nowak – posłanka
- Maria Milczarek – polska minister
- Maria Mutola – mozambicka lekkoatletka
- Maria Nurowska – polska powieściopisarka i nowelistka
- Maria Pakulnis – polska aktorka filmowa i teatralna
- Maria Pawlikowska-Jasnorzewska – poetka
- Maria Peszek – artystka
- Maria Pietilä-Holmner – szwedzka narciarka alpejska
- Maria Riesch – niemiecka narciarka alpejska i trenerka fitness
- Maria Rodziewiczówna-pisarka
- Maria Sadowska – piosenkarka
- Maria Semotiuk – aktorka
- Maria Seweryn – aktorka
- Maria Skłodowska-Curie – laureatka Nagrody Nobla
- Maria Szyszkowska – filozofka
- Maria Taglioni – tancerka
- Maria Tyszkiewicz – aktorka i wokalistka
- Maria Vetulani – stomatolog
- Maria Zakrzewska-Raniecka – polska działaczka
- Maria Zbyrowska – posłanka
- Maria Zuba – posłanka

#### W innych językach
- Maarja Kivi – była wokalistka zespołu Vanilla Ninja
- Mari Eder (z domu Laukkanen) – fińska biegaczka narciarska i biathlonistka
- Mariah Carey – piosenkarka
- Marie Dorin Habert – francuska biathlonistka
- Marie Fredriksson – wokalistka zespołu Roxette
- Marie-Michèle Gagnon – kanadyjska narciarka alpejska
- Marie Serneholt – piosenkarka
- Marie Josée Ta Lou – iworyjska sprinterka
- Marie Trintignant – francuska aktorka
- Marija Szarapowa – tenisistka
- Marion Rolland – francuska narciarka alpejska
- Marion Jones – amerykańska lekkoatletka i koszykarka
- Mary Flora Bell – brytyjska morderczyni
- Mary Hayley Bell – angielska aktorka
- Mary J. Blige – amerykańska piosenkarka R&B
- Mary-Kate Olsen – aktorka, jedna z bliźniaczek Olsen
- Mary Margaret Kaye – brytyjska pisarka
- Mary Millar – brytyjska aktorka i piosenkarka
- Mary Pierce – tenisistka
- Mary Shelley – pisarka
- Mary Wollstonecraft – angielska pisarka, propagująca równouprawnienie kobiet, prekursorka feminizmu
- Mary McDonnell – amerykańska aktorka
- Mirjam Puchner – austriacka narciarka alejska
- Mary Berg (Miriam Wattenberg) – autorka Dziennika z getta warszawskiego
- Mira Lobe (Hilde Mirjam Rosenthal) – austriacka autorka książek dla dzieci
- Miriam Akavia – izraelska pisarka i tłumaczka
- Miriam Aleksandrowicz – polska aktorka i jedna z najbardziej cenionych reżyserek dubbingowych
- Miriam Hyde – australijska kompozytorka, pianistka, poetka, pedagożka muzyczna
- Miriam Gonczarska – polska działaczka społeczności żydowskiej
- Miriam Neureuther – niemiecka biegaczka narciarska oraz była biathlonistka
- Miriam Makeba – piosenkarka południowoafrykańska
- Miriam Oremans – tenisistka holenderska
- Marie Rambert (Miriam Ramberg) – urodzona w Polsce brytyjska tancerka i pedagożka
- Miriam Rothschild – uczona brytyjska, zoolożka i entomolożka
- Mirjam Ott – szwajcarska curlerka
- Maria Baouardy – palestyńska karmelitanka, mistyczka i stygmatyczka, błogosławiona Kościoła katolickiego
- Miriam Shaded – polska działaczka społeczna, przedsiębiorca, prezes Fundacji Estera
- Miriam Ulinower – poetka jidysz, związana z Łodzią i gettem łódzkim

#### Mężczyźni
- Klaus Maria Brandauer – austriacki aktor i reżyser
- Erich Maria Remarque – niemiecki pisarz
- Jan Maria Bernardoni – włoski architekt
- Jan Maria Rokita – polityk PO
- Bronisław Maria Komorowski – polityk PO, prezydent III RP
- Jan Maria Jackowski – działacz AWS i LPR
- José María Bakero Escudero – hiszpański trener piłkarski i piłkarz
- b. Józef Maria Bocheński – badacz, filozof
- Carlo Maria Giulini – włoski dyrygent
- św. Maksymilian Maria Kolbe – ojciec, franciszkanin
- Rainer Maria Rilke – austriacki poeta
- Ludwik Maria Staff – polski poeta
- Artur Maria Swinarski – polski poeta
- Carl Maria von Weber – niemiecki kompozytor
- Marilyn Manson – amerykański muzyk metalowy
- Krzysztof Maria Globisz – polski aktor teatralny, filmowy, radiowy i telewizyjny
- Maria Krzysztof Byrski – polski indolog